# Emfizem
Emfizem je teška bolest pluća, kroničnog oblika. Nastaje zbog pušenja duhana ili izloženosti duhanskom dimu tijekom duljeg vremenskog perioda. Jedini lijek za ovu bolest je operativni zahvat transplatacije[nedostaje izvor]. No, mnogi ne prežive operaciju[nedostaje izvor]. 